# 伪翼尺蛾属
伪翼尺蛾属为尺蛾科的一个属，目前僅有一個物種，即模式種伪翼尺蛾（Pseudepisothalma ocellata）。